# Richard Cassirer
Pour les articles homonymes, voir Cassirer.
Richard Cassirer, né le 23 avril 1868 à Breslau et mort le 20 août 1925 à Berlin est un neurologue allemand.

## Biographie
Après avoir obtenu son doctorat en médecine en 1891, il devient assistant à la clinique psychiatrique de Breslau dirigée par Karl Wernicke (1848-1905). En 1893, il s'installe à Vienne, où il poursuit ses études avec Richard von Krafft-Ebing (1840-1902) et Heinrich Obersteiner (1847-1922). Plus tard, il devint professeur de neurologie à l'université de Berlin, où il travaille en étroite collaboration avec Hermann Oppenheim (1858-1919).
En tant que neurologue clinicien, Cassirer fait de la neuroanatomie du système nerveux central sa spécialité et mène des recherches sur la sclérose en plaques, l'encéphalite et la poliomyélite. Parmi ses œuvres écrites figure une nouvelle édition (1923) du Lehrbuch der Nervenkrankheiten für Ärzte und Studierende d'Oppenheim.
En 1912, il décrit pour la première fois une maladie circulatoire marquée par une association d'insuffisance ovarienne et d'acrocyanose avec des troubles vasomoteurs et trophiques de la peau, et des troubles de la sensibilité causés par un dérèglement du système nerveux végétatif auquel on a donné le nom de « syndrome de Cassirer » ou syndrome de « Crocq-Cassirer ».
En 1921, Cassirer est invité à témoigner sur l'état mental de Soghomon Tehlirian, un homme accusé du meurtre de Talaat Pacha. Cassirer soutient que Tehlirian n'était pas sain d'esprit lorsqu'il a commis le crime en raison d'un état psychotique causé par le massacre sa famille en temps de guerre.
Le portrait de Cassirer a été peint par le célèbre artiste Max Liebermann en 1918, puis présenté à la Tate Gallery de Londres.
Parmi les autres membres de sa famille on compte le marchand d'art et éditeur Paul Cassirer, l'éditeur et galeriste Bruno Cassirer et le philosophe Ernst Cassirer .

## Principaux travaux
- (de) Die vasomotorisch-trophischen neurosen . Berlin, 1901 ; 2e édition, 1912.
- (de) Die multiples Sklerose . Leipzig, 1905.
- (de) Die beschäftigungsneurosen . Deutsche Klinik, tome 6, page 1 ; Leipzig et Vienne, 1906.
- (de) Die vasomotorisch-trophischen Neurosen . Dans : Handbuch der Neurologie ; tome 5, Berlin. 1914.
- (de) Krankheiten des Rückenmarks und der peripherischen Nerven . Dans : Julius Schwalbe (1863-1930), éditeur : Diagnostische und therapeutische Irrtümer und deren Verhütung. Leipzig, 1921; 2e édition avec Richard Henneberg (1868-1962), 1926.
- (de) Vasomotorisch-trophische Erkrankungen . Dans : Friedrich Kraus (1858-1936), Theodor Brugsch (1878-1963) : Spezielle Pathologie und Therapie. Volume 10, page 3 [19 volumes, Berlin et Vienne, 1919-1929].